# Luda (chanteuse)
Pour les articles homonymes, voir Luda.
Ne doit pas être confondue avec la chanteuse sud-coréenne Luna
Lee Lu-da (coréen : 이루다), mieux connue sous le nom de Luda, est une chanteuse sud-coréenne. Elle a fait ses débuts en tant que membre du girl group Cosmic Girls sous Starship et Yuehua Entertainment en 2016.

## Carrière
Le 31 décembre 2015, Luda est révélée comme membre de Cosmic Girls et de la Natural Unit, un de ses sous-groupes. Les Cosmic Girls ont fait leur début le 25 février 2016 avec la sortie de leur premier EP Would You Like?, avec MoMoMo et Catch Me comme pistes principales,. 
Le 2 mai 2018, Starship Entertainment et Fantagio ont collaboré pour former une unité spéciale de quatre membres nommée WJMK. Elle est composée de : Yoojung, Doyeon, Seola et Luda, 2 membres de Cosmic Girls et 2 de Weki Meki. Le groupe a sorti le single Strong le 1er juin 2018, avec le MV.
En 2018, Luda a été choisie pour apparaitre dans l'émission : Dunia: Into a New World diffusée sur MBC. Elle a sorti son premier single solo, intitulé Dreamland, qui est la bande originale de l'émission.

## Discographie
| Titre     | Année | Meilleures positions | Ventes | Album                                |
| Titre     | Année | Gaon                 | Ventes | Album                                |
| --------- | ----- | -------------------- | ------ | ------------------------------------ |
| Dreamland | 2018  | -                    | N/A    | Dunia: Into a New World OST Partie 2 |

## Filmographie

### Émissions
| Année | Titre                    | Réseau  | Remarques                 | Réf. |
| ----- | ------------------------ | ------- | ------------------------- | ---- |
| 2018  | Dunia : Into a New World | MBC     | Membre de la distribution | ,    |
| 2018  | Visiting Tutor           | Mnet    | Membre de la distribution | ,    |
| 2018  | Inna beauty              | Youtube | Membre de la distribution |      |

## Récompenses et nominations
| Année | Prix                         | Catégorie                     | Nomination               | Résultat |
| ----- | ---------------------------- | ----------------------------- | ------------------------ | -------- |
| 2018  | Korea First Brand Awards     | Célébrité féminine de variété | Dunia : Into a New World | Nommée   |
| 2018  | 18e MBC Entertainment Awards | Nouvelle artiste de variété   | Dunia : Into a New World | Nommée   |